# Matteo Morandi
Matteo Morandi, (Vimercate, 8 de outubro de 1981) é um ginasta que compete em provas de ginástica artística pela Itália.
Morandi começou a praticar a modalidade artística aos cinco anos e conquistou a primeira vitória como profissional pela seleção italiana aos dezessete, no Campeonato Europeu Júnior de São Petersburgo, nas argolas, aparelho no qual se especializou. Entre seus maiores êxitos estão três medalhas mundiais, conquistadas em 2002, 2003 e 2005, todas de bronze, e o pentacampeonato italiano. Em Jogos Olímpicos, participou das edições de Atenas e Pequim, nas quais não atingiu o pódio, obtendo como melhor colocação o quinto lugar, em 2004. Todavia, em 2012, de volta à ginástica, disputou os Jogos de Londres, no qual subiu ao pódio pela primeira vez, ao conquistar a medalha de bronze nas argolas.[carece de fontes?]